# توني مانيكس
توني مانيكس (بالإنجليزية: Toni Mannix)‏ هي راقصة وممثلة أمريكية، ولدت في 19 فبراير 1906 في نيويورك في الولايات المتحدة، وتوفيت في 2 سبتمبر 1983 في بيفرلي هيلز في الولايات المتحدة بسبب مرض آلزهايمر.

## وصلات خارجية
- توني مانيكس على موقع IMDb (الإنجليزية)